# Ópera Estatal de Stuttgart
Staatsoper Stuttgart (Ópera Estatal de Stuttgart) es una compañía de ópera de Stuttgart.

## La sede: el Teatro Estatal de Stuttgart
La compañía tiene su sede en el Teatro Estatal de Stuttgart (Staatstheater Stuttgart), conocido como Großes Haus, que fue diseñado por Max Littmann, destacado arquitecto muniqués. Fue construido entre 1909 y 1912 como el Königliche Hoftheater, un teatro real para el Reino de Württemberg, con una Grosses Haus y una Kleines Haus, para diferenciarlos por su tamaños, siendo este el grande. Se inauguró en 1912 con una interpretación de Tosca. En 1919 los teatros fueron rebautizados como los Landestheater, y más tarde, el Staatstheater. El pequeño teatro (Kleines Haus) fue destruido por los bombardeos durante la Segunda Guerra Mundial, quedando en pie el gran teatro (Großes haus). Es uno de los pocos teatros de ópera alemanes no destruidos durante la Segunda Guerra Mundial; entre 1982 y 1984, se llevaron a cabo extensas reestructuraciones para devolverlo a su condición original y hoy en día alberga a 1.399 espectadores.

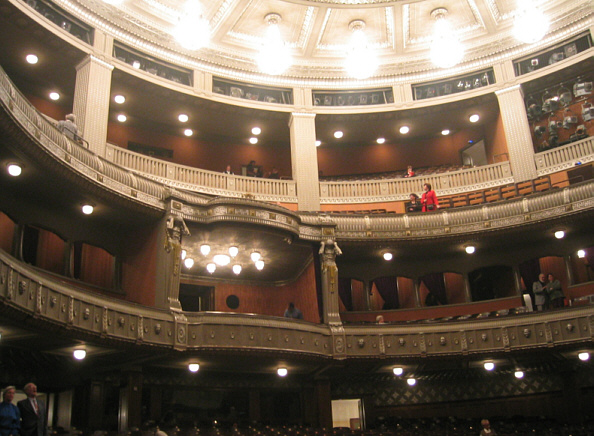
Auditorio.

## Historia
Stuttgart ha sido un importante centro operístico desde el siglo XVII.
Ha cobrado importancia e influencia desde la guerra nuevamente, en particular por obras contemporáneas. Tres óperas de Carl Orff se estrenaron aquí por primera vez y la compañía se ha asociado a figuras como Wieland Wagner, Günther Rennert, Hans Werner Henze y Philip Glass y por atrevidas puestas en escena.
En 2006, su intendente es Klaus Zehelein y el director Musical General es Lothar Zagrosek.
Se representan 21 obras distintas en la temporada 2005-2006, entre ellas 5 nuevas producciones.
Entre los cantantes que habitualmente actúan con esta compañía pueden mencionarse Catherine Nagelstad, Jonas Kaufmann, Irene Theorin, Kurt Rydl, y Jon Frederic West.

## Grabaciones
Se han editado en DVD producciones de Stuttgart del Der Ring des Nibelungen de Richard Wagner, Alcina, de Handel y Die Soldaten, de Bernd Alois Zimmermann.